# Seksuele fantasie

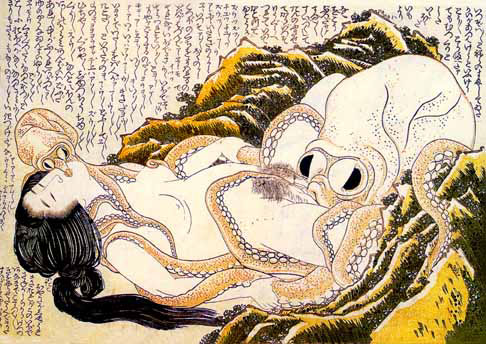
Hokusai's The Dream of the Fisherman's Wife is een kunstwerk dat een seksuele fantasie weergeeft

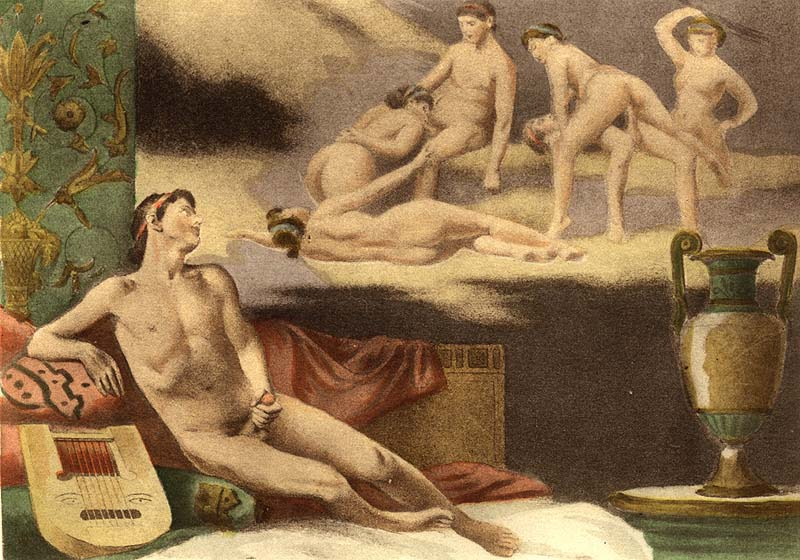
Masturbatie door een man, met seksuele fantasiegedachte (Édouard-Henri Avril)

Seksuele fantasieën, ook wel erotische fantasieën genaamd, zijn gedachten (beelden) en fantasieën, meestal met als primair doel het opwekken of verhogen van de seksuele gevoelens. De meeste mensen fantaseren tijdens het masturberen. Van de twaalf- tot achttienjarigen zegt slechts 7% van de jongens en 12% van de meisjes nooit over seks te fantaseren. 
Ook fantasieën die door de persoon in werkelijkheid nooit in het echt ervaren zouden willen worden, zoals verkrachting, spelen niet weinig een rol. Toch kunnen vanuit meerdere invalshoeken gezien, zoals frequentie en het gebrek aan negatieve gevolgen, dit soort fantasieën niet worden bestempeld als gevaarlijk en/of ziekelijk.
Een fantasie kan een positieve of negatieve ervaring zijn, of zelfs beide tegelijk. Iemand kan bewust seksuele dagdromen opzoeken door erotische verhalen te lezen of het kijken naar pornografische beelden. Seksuele fantasieën ontstaan door seksule prikkels. Ze kunnen optreden als reactie op een ervaringen uit het verleden en kunnen mogelijk toekomstig seksueel gedrag beïnvloeden. Aangezien het fantaseren over seksuele handelingen iets anders is dan het in daden omzetten ervan, zijn seksuele dagdromen niet beperkt tot sociaal aanvaardbare handelingen. Een seksuele fantasie kan gaan over de eigen partner, over een bekende of over een onbekend persoon die men seksueel aantrekkelijk vindt. 
Nancy Friday pionierde in 1973 met een boek, My Secret Garden, waarin ze seksuele fantasieën van vrouwen verzamelde.